# 方邦基
方邦基（1701年—1750年），字樂只，號松亭，浙江仁和縣（今屬杭州市）人，清朝政治人物，同進士出身。

## 生平
雍正八年（1730年）登庚戌科進士，後來前往閩台任地方官。歷任福建沙縣、鳳山縣（今高雄市、屏東縣）知縣，任滿後因丁憂去職。
乾隆七年（1742年）任台灣府海防補盜同知，任內修築五妃墓，並在墳前建廟祭祀，後人多稱「五妃廟」，乾隆十二年（1747年）因政績頗佳，升任臺灣府知府，兩年後護理福建分巡台灣道。翌年，在返閩敘職當中，船隻遭颱風在福清南日島傾覆，方邦基遇難。朝廷追贈朝議大夫、布政使司參議，賜祭葬。